# Phyllotetranychus aegyptium
Phyllotetranychus aegyptium är en spindeldjursart som beskrevs av Sayed 1938. Phyllotetranychus aegyptium ingår i släktet Phyllotetranychus och familjen Tenuipalpidae. Inga underarter finns listade i Catalogue of Life.